# Driptosaure

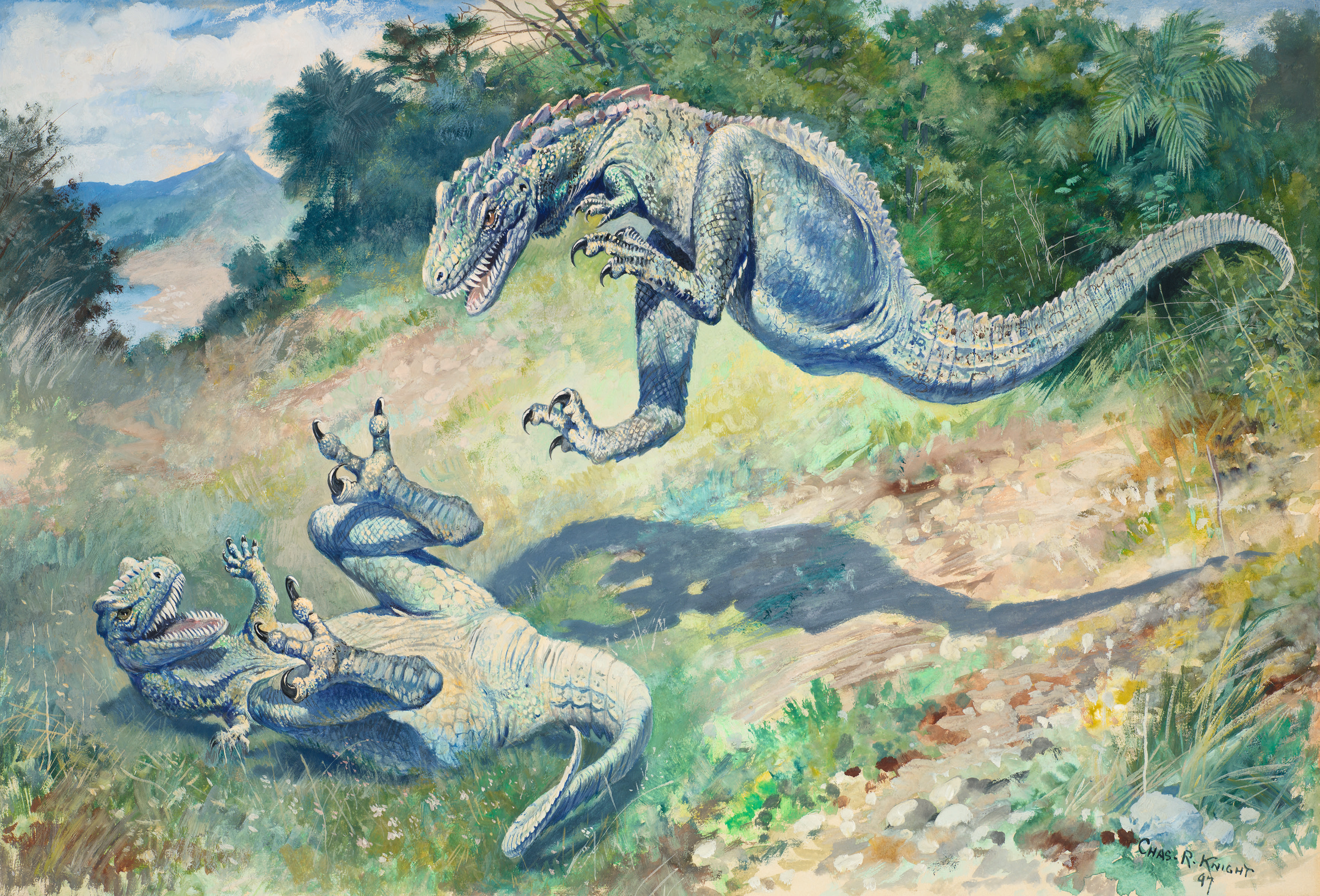
Una pintura de l'any 1897 de Dryptosaurus aquilunguis, feta per Charles R. Knight.

El driptosaure (Dryptosaurus) és un gènere de tiranosaure primitiu que va viure al Maastrichtià, al Cretaci superior, en el que actualment és l'est de Nord-amèrica. Una pintura famosa de Charles R. Knight el va fer un dels dinosaures més àmpliament coneguts, tot i el seu pobre registre fòssil. El nom específic aquilunguis, en llatí, vol dir "que té urpes com les de les àligues".